# Hüftexartikulation
Unter einer Hüftexartikulation versteht man die Amputation eines ganzen Beines im Hüftgelenk. Die häufigsten Ursachen hierfür sind Tumoren und Traumata. Weitere Amputationen im Hüftbereich sind die ultrahohe Oberschenkelamputation, die Hemipelvektomie sowie die Hemikorporektomie.
Die prothetische Versorgung ist sehr aufwendig, zumal die gesamte Beckenseite zur Be- und Entlastung einbezogen werden muss, jedoch weitaus erfolgversprechender als bei Patienten mit einer Hemipelvektomie. Dieses erfolgt mit dem Gipsmodell und einer um dieses geformten Gießharzschalung. Daran schließt sich ein Teil an, wo das ersetzte Hüftgelenk sich befand, um dessen Funktion zu übernehmen. Daran wiederum kommen die anderen Bauteile, wie sie bei Oberschenkelprothesen verwendet werden.